# Закон об авторском праве США (1909)
Закон об авторском праве 1909 года стал знаковым событием в праве Соединённых Штатов Америки. Он был принят 4 марта 1909 года на 60-м Конгрессе и вступил в силу 1 июля 1909 года. Этот закон утратил силу после принятия нового Закона об авторском праве 1976 года, но сохранил силу для защищенных авторским правом произведений, созданных до закона 1976 года, вступившего в силу 1 января 1978 года.

## Закон
До Закона об авторском праве 1909 года, последний крупный пересмотр авторских прав в США был в Законе об авторском праве 1790 года. Методы воспроизведения и тиражирования произведений авторского права существенно возросли с того времени и президент США Теодор Рузвельт выразил необходимость полного пересмотра закона об авторских правах вместо поправок, заявив в послании Конгрессу в декабре 1905 года: «Наши законы об авторском праве срочно нуждаются в пересмотре. Они несовершенны с точки зрения определений, путают и непоследовательны в выражениях; они опускают положения многих статей, которые в современных производственных процессах имеют право на защиту; они накладывают трудности на авторские права собственника, которые не являются существенными для справедливой защиты населения; они трудны для интерпретации в судах и невозможны для администрирования Бюро по охране авторских прав с удовлетворением общественности».
В соответствие с законом 1909 года, защита авторского права привязана к оригинальным работам только тогда, когда эти работы были опубликованы и было уведомление об авторских правах. Без уведомления об авторских правах, указанных на опубликованном произведении, законом 1909 года не предусмотрено никакой защиты и такая работа становится частью общественного достояния. В докладе, представленном Комитетом по патентам, говорится, что разработав новый закон, они сориентировали его главным образом не в пользу автора, а в первую очередь ради общественного блага. В 1976 году новый закон изменил этот момент, создав условия, при которых защита авторских прав начинается с фиксации произведения на материальном носителе, независимо от вида издания или наличия уведомления.
Была также создана (Раздел 1(е)) первая принудительная лицензия, чтобы разрешить всем делать звуковые записи музыкальных произведений без согласия правообладателя при условии, что человек придерживается положений лицензии. В более поздней практике принудительной лицензии стало возможным записывать и распространять кавер-версии песен.

## Судебные прецеденты

### White-Smith Music Publishing Company против Apollo Company
В феврале 1908 года Верховный суд постановил, что производители пианол не обязаны были платить роялти для композиторов, на основе утверждения, что эти музыкальные роллы не являлись копиями музыкальных композиций по смыслу закона об авторском праве.

### F. W. Woolworth Co. против Contemporary Arts, Inc.
В 1952 году Верховный суд посчитал, что закон предоставил судьям значительную свободу в навязывании правовой защиты, чтобы препятствовать нарушению авторских прав. Под это постановление, судьи могли наказывать нарушителей авторских прав с погашением прибыли или выплаты компенсации за причиненный ущерб. Если ущерб не может быть определен, судьи могли вместо этого взимать нормативный ущерб.

### Herbert против Shanley Co.
22 января 1917 года судья Верховного суда Оливер Холмс отстаивал право для владельцев авторских прав на компенсацию за публичное исполнение музыкального произведения. Это решение вынудило Shanley’s Restaurant в Нью-Йорке выплатить роялти композитору Виктору Герберту, исполнившему одну из своих песен во время ужина. Это решение помогло ASCAP принять механизм роялти-платежа, известный как «лицензия одеяла», который используется и по сей день. Подписавшие эту лицензию рестораны имеют право играть любые музыкальные композиции из числа исполнителей ASCAP за ежегодную плату.

## Поправки в закон

### Поправка Таунсенда 1912 года
Эта поправка была принята специально для добавления аудиовизуальных произведений к категории охраняемых. До этой поправки в Соединённых Штатах авторское право не защищало кинофильмы и их нельзя было зарегистрировать. Вместо этого, большинство режиссёров регистрировали свои работы в качестве фотографий.

### Закон от 28 марта 1914 года
Эта поправка в раздел 12 закона, позволившая зарубежным авторам, чьи работы были опубликованы в чужой стране, подавать только одну копию лучшего издания своей работы, а не две, как было до этого. Поправка помогла снизить требования по депозитам для зарубежных авторов.

### Закон от 25 сентября 1941
Эта поправка коснулась раздела 8 и была принята с целью сохранения права авторов в периоды чрезвычайного положения по случаю шедшей в то время Второй мировой войны. Целью этой поправки стало предотвращение авторов и обладателей авторского права от потери возможности приобрести или сохранить для защиты авторских прав свои произведения из-за войны.